# Westertoegang

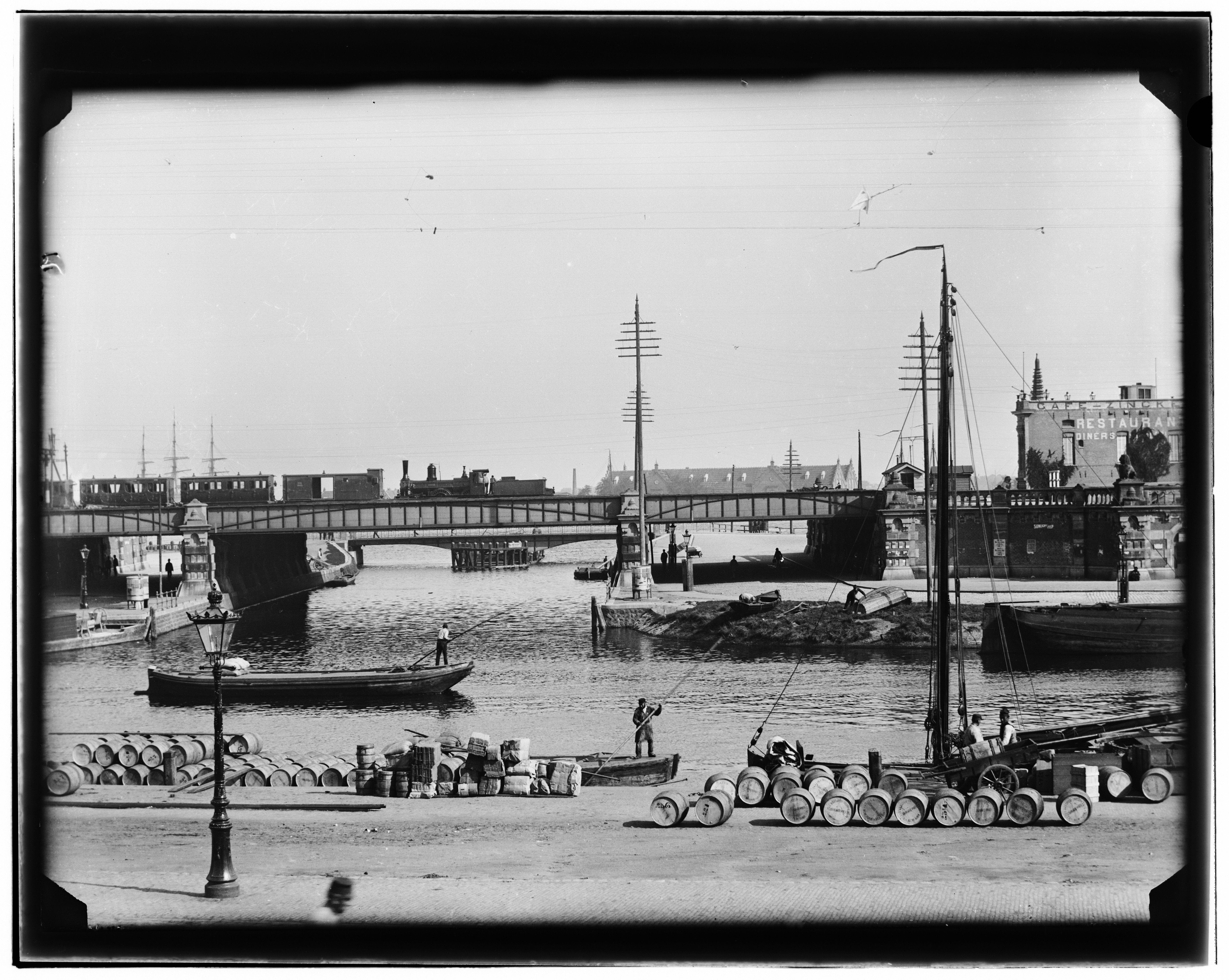
De Westertoegang met spoorviaduct in 1890, gezien vanaf het Open Havenfront

Westertoegang is een kort kanaal (gracht) in Amsterdam, tussen het IJ en het Singel.
De Westertoegang verbindt, sinds de aanleg van het Stationseiland tussen 1870 en 1880, het IJ met Singel en met het Open Havenfront, het (van het IJ overgebleven) water tussen het Stationsplein en de Prins Hendrikkade. Evenzo is er aan de andere kant van het Stationseiland de Oostertoegang.
Tussen de Westertoegang, het IJ, de Oostertoegang en het Open Havenfront ligt het Stationseiland met het Amsterdamse Centraal Station.
De straat aan de westkant langs de Westertoegang, een deel van de Droogbak, vormt een verbinding tussen de Prins Hendrikkade en de De Ruijterkade.
Om een goede bereikbaarheid van het stratenstelsel aldaar te waarborgen mogen de Droogbak aan de westkant van de Westertoegang en het Stationsplein aan de oostkant van de Oostertoegang nooit tegelijkertijd afgesloten zijn voor verkeer.
Van 7 mei 1904 tot 4 augustus 1921 reed (onder andere) tramlijn 4 aan de oostkant van de Westertoegang. Vanaf die datum tot 9 oktober 1944 reed tramlijn 22 als Kringlijn op het Stationseiland een rondje om het Centraal Station. De rails zijn nog decennia lang blijven liggen.
De Westertoegang heeft geen postcode omdat het niet een straat is. In het verleden (jaren 70 en 80 van de 20e eeuw) maakte het onderdeel uit van het prostitutiegebied rondom het Centraal Station.
Westertoegang is ook de naam van de brug, genummerd 147, in de De Ruijterkade over het kanaal. Om verwarring te voorkomen wordt de brug ook wel Westertoegangsbrug genoemd. (Er bestaat echter in de omgeving ook een Westelijke Toegangsbrug (brug 13).)